# دهستان ولی‌آباد
دهستان ولی‌آباد نام دهستانی در بخش قرچک شهرستان قرچک، استان تهران در ایران است. براساس سرشماری مرکز آمار ایران در سال ۱۳۸۵، جمعیت آن ۲۷۴۳۰ نفر (۶۳۸۰ خانوار) بوده‌است.